# 古賀市立古賀中学校
古賀市立古賀中学校（こがしりつ こがちゅうがっこう）は、福岡県古賀市久保107番地に位置する公立中学校。
生徒数はおよそ600名。少子化の影響で近年は生徒数があまり増えていない。古賀西小学校、花鶴小学校、古賀東小学校の西側の児童が進学する。校訓は、創造・協同・自主。

## 生徒会活動
生徒会役員は生徒会長一名、副会長二名、書記および各委員会の委員長によって構成され、毎年一回生徒総会が行われる。令和6年度までは中央委員会には委員長がおらず、生徒会長が実質的な中央委員長の役割を行っていた。令和7年度からは生徒会長の負担軽減のため別で中央委員長を立てている。
委員会
- 中央委員会
- 保健体育委員会
- 整美委員会
- 学習委員会
- 給食委員会
- 図書委員会

## 沿革
- 1947年（昭和22年） - 開校。
- 1948年（昭和23年） - 新校舎第1期工事。
- 1949年（昭和24年） - 校歌発表を挙行。
- 1949年（昭和24年） - 新校舎第2期工事。
- 1952年（昭和27年） - 新校舎落成式を挙行。
- 1953年（昭和28年） - 校旗制定。
- 1953年（昭和28年） - 運動場完成。
- 1953年（昭和31年） - 第1回九州学校図書館コンクール優秀賞受賞。
- 1954年（昭和32年） - 体育館完成。
- 1954年（昭和32年） - 文部省指定産業教育研究発表会を開催。
- 1956年（昭和34年） - 第4回九州学校図書館コンクール文部大臣賞受賞。
- 1959年（昭和37年） - 学校創立15周年式典を挙行。
- 1962年（昭和40年） - 花いっぱい運動優良賞受賞。
- 1963年（昭和41年） - 花いっぱい運動優秀賞受賞。
- 1966年（昭和43年） - プール完成。
- 1968年（昭和45年） - 完全給食開始。
- 1970年（昭和47年） - 同和教育推進職員配置。
- 1975年（昭和52年） - 第3学年「30人学級」施行。
- 1978年（昭和53年） - 新校舎教室棟完成（鉄筋4階建て36教室）。
- 1979年（昭和54年） - 新校舎管理棟、特別教室、図書館完成。
- 1979年（昭和54年） - 新校舎移転開校、全学年「30人学級」施行。
- 1979年（昭和54年） - 体育館完成。
- 1980年（昭和55年） - テニスコート、野球場完成。
- 1981年（昭和56年） - プール完成。
- 1982年（昭和57年） - 古賀市立古賀北中学校と分離。
- 1986年（昭和61年） - プレハブ音楽室、理科室、会議室建設。
- 1988年（昭和63年） - 古賀市立古賀東中学校と分離。
- 1989年（平成元年） - 中庭「ふれあい広場」完成。
- 1992年（平成4年） - 武道館完成。
- 1993年（平成5年） - コンピューター教室完成。
- 1997年（平成9年） - 古賀市施行により古賀市立古賀中学校と改称。
- 1997年（平成9年） - 学校創立50周年式典を挙行。
- 1998年（平成10年） - 磁器食器による学校給食開始。
- 2003年（平成15年） - 生徒棟改修工事。

## 制服
- 男子　
  - 冬服は標準的な学生服上下である。
  - 夏服はカッターシャツ、スラックスである。
- 女子　
  - 冬服はセーラー服上下である。
  - 夏服はカッターシャツ、ジャンパースカートである。
- 令和四年度から制服が変更されており、男女どちらもブレザー、カッターシャツ、スカートもしくはスラックスである。
- 令和七年度から夏服としてカッターシャツの代わりにポロシャツを着用することが認められている。
- 現在第1、第3金曜日に自由な服装で登校することになっている。
  - 私服、体操服、制服のカッターシャツとスラックスまたはジャンパースカート等個人の自由を尊重した配慮がされている模様。

## 卒業生
- 博多大吉（お笑い芸人博多華丸・大吉）
- 大西敦之（タレント）